# Sarcoglottis heringeri
Sarcoglottis heringeri es una especie de orquídea de hábito terrestre de la subfamilia Orchidoideae. Es originaria de Sudamérica.

## Descripción
Es una orquídea de pequeño tamaño que crece como una planta herbácea de hábitos terrestres.

## Distribución
Se encuentra en Brasilia (Brasil).